# Gran Premio de Turquía de Motociclismo
El Gran Premio de Turquía de Motociclismo es una prueba del Campeonato Mundial de Motociclismo que se disputó en el Circuito de Estambul entre los años 2005 y 2007. Los únicos pilotos que han conseguido ganar dos veces han sido Casey Stoner, que ganó en MotoGP y en 250cc, y el italiano Marco Melandri que consiguió dos victorias consecutivas en MotoGP.

## Ganadores del Gran Premio de Turquía de Motociclismo

### Ganadores múltiples (pilotos)
| # Victorias | Piloto         | Victorias | Victorias    |
| # Victorias | Piloto         | Categoría | Años Ganador |
| ----------- | -------------- | --------- | ------------ |
| 2           | Marco Melandri | MotoGP    | 2005, 2006   |
| 2           | Casey Stoner   | MotoGP    | 2007         |
| 2           | Casey Stoner   | 250 cc    | 2005         |

### Ganadores múltiples (constructores)
| # Victorias | Constructor | Victorias | Victorias    |
| # Victorias | Constructor | Categoría | Años ganador |
| ----------- | ----------- | --------- | ------------ |
| 5           | Honda       | MotoGP    | 2005, 2006   |
| 5           | Honda       | 250 cc    | 2006, 2007   |
| 5           | Honda       | 125 cc    | 2005         |
| 3           | Aprilia     | 250 cc    | 2005         |
| 3           | Aprilia     | 125 cc    | 2006, 2007   |

### Por año
| Año  | Circuito             | 125 cc         | 125 cc      | 250 cc           | 250 cc      | MotoGP         | MotoGP      |
| Año  | Circuito             | Piloto         | Constructor | Piloto           | Constructor | Piloto         | Constructor |
| ---- | -------------------- | -------------- | ----------- | ---------------- | ----------- | -------------- | ----------- |
| 2007 | Circuito de Estambul | Simone Corsi   | Aprilia     | Andrea Dovizioso | Honda       | Casey Stoner   | Ducati      |
| 2006 | Circuito de Estambul | Hector Faubel  | Aprilia     | Hiroshi Aoyama   | Honda       | Marco Melandri | Honda       |
| 2005 | Circuito de Estambul | Mike di Meglio | Honda       | Casey Stoner     | Aprilia     | Marco Melandri | Honda       |